# Blahodatne, Oceac
Blahodatne (în ucraineană Благодатне) este un sat în comuna Berezan din raionul Oceac, regiunea Mîkolaiiv, Ucraina.

## Demografie
Componența lingvistică a localității Blahodatne
     Ucraineană (90,3%)
     Rusă (3,88%)
     Alte limbi (1,51%)
Conform recensământului din 2001, majoritatea populației localității Blahodatne era vorbitoare de ucraineană (90,3%), existând în minoritate și vorbitori de găgăuză (4,31%) și rusă (3,88%).